# Thursius
Thursius — рід доісторичних лопастеперих риб. Викопні решти знайдено у девонських шарах Великої Британії, Канади, Естонії, Німеччини, Латвії.